# Ormosia nonacantha
Ormosia nonacantha là một loài ruồi trong họ Limoniidae. Chúng phân bố ở miền Tân bắc.